# A star is born (televisieprogramma)
A star is born is een Nederlands showprogramma/ talentenjacht voor musicalsterren uit 1995, uitgezonden door RTL 4. Het was het eerste Nederlandse televisieprogramma waarin gezocht werd naar nieuw musicaltalent. Latere soortgelijke shows zijn onder andere AVRO's Sterrenjacht (AVRO), Wie wordt Tarzan? (SBS6), de Op zoek naar ...-shows (AVRO) en Sunday Night Fever (RTL 4).
In A star is born deden elke aflevering vier kandidaten mee. Deze kandidaten zongen allen een solo, een duet en een nummer met zijn vieren (ensemblenummer). De winnaar van de aflevering won een musicalweekend naar Londen. De uiteindelijke winnaar van de hele serie won een studiebeurs van zes maanden in New York.
De musicalcultuur stond in die tijd nog in de kinderschoenen. De liederen van de grote Broadway- en West Endproducties zijn veelal speciaal voor dit televisieprogramma vertaald. De teksten zijn dan ook in de meeste gevallen niet gelijk aan de teksten zoals deze zijn in de (latere) musicalopvoeringen in Nederland. In de redactie (die voor een groot deel de nummers vertaalden) zaten onder andere René Sleeswijk jr., Marianne van Wijnkoop, Joost Timp en Leo Driessen.

## Presentatie
In 1994 tekent Ron Brandsteder samen met de andere publiekstrekkers André van Duin en Henny Huisman een contract voor vijf jaar met de Holland Media Groep (HMG), waarin RTL, Veronica en Endemol samen zijn gegaan. Aan Ron Brandsteder valt de eer toe om onder andere het musicalprogramma A Star is Born te mogen presenteren. Het programma wordt een waar kijkcijferkanon.

## Jury
- Eddy Habbema, juryvoorzitter (alle afleveringen)
- Maurice Luttikhuis (alle afleveringen)
- Linda Lepomme (alle afleveringen)
- Martine Bijl (aflevering 1, 3, 5 en finale)
- Jasperina de Jong (aflevering 2, 4, 6 en finale)

## Afleveringen

### Aflevering 1
Deelnemers: Paul Vaes, Jacqueline Braun, Stephan Stephanou en Nicole Berendsen
Winnaar: Paul Vaes
Solonummers:
- Paul Vaes: Bui Doi (origineel: Bui Doi) uit Miss Saigon
- Jacqueline Braun: Life is a cabaret (origineel: Life is a cabaret) uit Cabaret
- Stephan Stephanou: Makkelijk zat (origineel: I can do that) uit A Chorus Line
- Nicole Berendsen: Mijn droom (origineel: I dreamed a dream)  uit Les Misérables

Duetten:
- Stephan Stephanou & Jacqueline Braun: Amerika (origineel: America) uit West Side Story
- Paul Vaes & Nicole Berendsen: Poëzie heeft nooit bestaan (oorspronkelijke Nederlandse musical) uit Cyrano, de musical

Ensemblenummer:
- Nog één dag (origineel: One day more) uit Les Misérables

### Aflevering 2
Deelnemers: Marischka Melger, Paul Passchier, Sasja Brouwers en Marc Olboeter Verhoeven
Winnaar: Marischka Melger
Solonummers:
- Marischka Melger: Sukkels en dwazen (origineel: There's a sucker born ev'ry minute) uit Barnum
- Paul Passchier: Baas van 't hele spul (origineel: Master of the house) uit Les Misérables
- Sasja Brouwers: Pap, kun je me horen? (origineel: Papa, can you hear me?) uit Yentl
- Marc Olboeter Verhoeven: Sandy (origineel: Sandy) uit Grease

Duetten:
- Marischka Melger & Paul Passchier: Het Spaanse graan heeft de orkaan doorstaan (origineel: The rain in Spain stays mainly in the plain) uit My Fair Lady
- Sasja Brouwers & Marc Olboeter Verhoeven: Meer vraag ik niet van jou (origineel: That's all I ask of you) uit The Phantom of the Opera

Ensemblenummer:
- Kom bij het circus (origineel: Join the circus) uit Barnum

### Aflevering 3
Deelnemers: Lenneke Willemsen, Michiel Verkoren, Margot Giselle en Michael Diederich
Winnaars: Margot Giselle & Michiel Verkoren
Solonummers:
- Lenneke Willemsen: De kus van de spiderwoman (origineel: Kiss of the spiderwoman) uit Kiss of the Spider Woman
- Michiel Verkoren: Fame (origineel: Fame) uit Fame, de musical
- Margot Giselle: Met één blik (origineel: With one look) uit Sunset Boulevard
- Michael Diederich: Flipperkoning (origineel: Pinball wizard) uit The Who's Tommy

Duetten:
- Lenneke Willemsen & Michiel Verkoren: En ik heb wat ik wou (origineel: You're the one that I want) uit Grease
- Margot Giselle & Michael Diederich: Vannacht (origineel: Tonight) uit West Side Story

Ensemblenummer:
- Eén (origineel: One) uit A Chorus Line

### Aflevering 4
Deelnemers: Annemieke van der Ploeg, Hilde Norga, Richard Remmerswaal en Irma Lohman
Winnaar: Hilde Norga
Solonummers:
- Annemieke van der Ploeg: Frank Mills (origineel: Frank Mills) uit Hair
- Hilde Norga: Huil niet om mij Argentina (origineel: Don't cry for me Argentina) uit Evita
- Richard Remmerswaal: Anthem (origineel: Anthem) uit Chess
- Irma Lohman: Heel alleen (origineel: On my own) uit Les Misérables

Duetten:
- Hilde Norga & Annemieke van der Ploeg: Pas nu ken ik hem (origineel: I Know Him So Well) uit Chess
- Richard Remmerswaal & Irma Lohman: Alsof de wereld zal vergaan (origineel: Last night of the world) uit Miss Saigon

Ensemblenummer:
- All that jazz (origineel: All that Jazz) uit Chicago

### Aflevering 5
Deelnemers: Marc Dollevoet, Lottie Hellingman, Jack Breikers & Anita v.d. Velde
Winnaar: Lottie Hellingman
Solonummers:
- Marc Dollevoet: Jesus Christ Superstar (origineel: Jesus Christ Superstar) uit Jesus Christ Superstar
- Lottie Hellingman: Hopeloos verloren door jou (origineel: Hopelessly devoted to you) uit Grease
- Jack Breikers: De onmogelijke droom (origineel: The impossible dream) uit De Man van La Mancha
- Anita v.d. Velde: Laat het op een zondag zijn (origineel: Tell me on a sunday) uit Song & Dance

Duetten:
- Lottie Hellingman & Jack Breikers: Dan word ik liever niet verliefd (origineel: I'll never fall in love again) uit Promises, Promises
- Anita v.d. Velde & Marc Dollevoet Superformiweldigeindefantakolosachtig (origineel: Supercalifragilisticexpialidocious) uit Mary Poppins

Ensemblenummer:
- Morgen zal het beter gaan (origineel: A brand new day) uit The Wiz

### Aflevering 6
Deelnemers: Marika Lansen, Hadewych Kras, Marleen van der Loo en Jeroen Phaff
Winnaar: Jeroen Phaff
Solonummers:
- Marika Lansen: Maanlicht (origineel: Memory) uit Cats
- Hadewych Kras: Meneer (origineel: Mein Herr) uit Cabaret
- Marleen van der Loo: Pak je koffer en ga naar huis (origineel: Another suitcase in another hall) uit Evita
- Jeroen Phaff: Javerts zelfmoord (origineel: Javert's suicide) uit Les Misérables

Duetten:
- Marleen van der Loo & Jeroen Phaff: Ik hou van jou (origineel: Till I love you) uit Goya
- Marika Lansen & Hadewych Kras: En toch (origineel: I still believe) uit Miss Saigon

Ensemblenummer:
- Word verwend (origineel: Be our guest) uit Beauty and the Beast

### Aflevering 7: Finale
Tijdens de finele zong iedere deelnemer 1 solonummer en er werd 1 gezamenlijk nummer gezongen.
De finalejury
De jury bestond tijdens de finaleshow uit 27 deskundigen die in totaal 27 sterren (punten) te verdelen hadden. De jury was verdeeld in 9 categorieën:
- regisseurs: Eddy Habbema, Willem Nijholt & Frank Sanders
- producenten: Linda Lepomme, Joop van den Ende & Monica Strotmann
- musicalartiesten: Jasperina de Jong, Simone Kleinsma & Ernst Daniël Smid
- musicaldeskundigen: Martine Bijl, Hans van Willigenburg & ?
- schouwburgdirecteuren: Hubert Atjak, Cox Habbema & ?
- componisten/ orkestleiders: Maurice Luttikhuis, Ad van Dijk & Nico van der Linden
- tekstschrijvers: Seth Gaaikema, Koen van Dijk & Pieter van de Waterbeemd
- choreografen: Brian Rogers, Rick Atwell & Dougie Squires
- journalisten: Ruud Kuyper, Martin Hermens & ?

Deelnemers: Paul Vaes, Marischka Melger, Margot Giselle, Michiel Verkoren, Hilde Norga, Lottie Hellingman & Jeroen Phaff
Winnaar: Hilde Norga
Puntenverdeling: Hilde Norga (14 punten), Paul Vaes (9 punten), Jeroen Phaff (2 punten), Lottie Hellingman (1 punt), Margot Giselle (1 punt), Michiel Verkoren (0 punten) en Marischka Melger (0 punten)
Solonummers:
- Paul Vaes: Waarom, God waarom? (origineel: Why God why?) uit Miss Saigon
- Lottie Helingman: Ik ben betoverd (origineel: I feel pretty) uit West Side Story
- Margot Giselle: Tegen alle verwachtingen in (origineel: Unusual way) uit Nine
- Marischka Melger: Waarom is er niemand voor mij? (origineel: You can't get a man with a gun) uit Annie Get Your Gun
- Jeroen Phaff: Grappig (origineel: Funny) uit City of Angels
- Michiel Verkoren: Footloose (origineel: Footloose) uit Footloose
- Hilde Norga: Ik geef mijn leven op voor jou (origineel: I'd give my life for you) uit Miss Saigon

Ensemblenummer:
- Omhoog naar succes (origineel: It's Not Where You Start) uit Seesaw

## Trivia
- Marischka Melger stond na de finale als leading lady in studio 21 te Hilversum en was te zien in kunstrevue Fly Away van Arjan Ederveen in het De La Mar Theater.
- Jeroen Phaff en Marleen van der Loo speelden samen ook in 1995 in de musical Evita en kregen een relatie. Begin 2013 zijn zij uit elkaar gegaan en zijn in 2019 weer bij elkaar gekomen.
- Paul Vaes zong in de finale het lied Waarom, God waarom? uit Miss Saigon. Tussen 1996 en 1999 was Miss Saigon voor het eerst in Nederland te zien. Paul Vaes maakte deel uit van het ensemble en was understudy en later alternate voor de rol van Chris. Hij heeft toen vele malen het lied Waarom, God waarom? gezongen, weliswaar met een andere vertaling.
- Marleen van der Loo zong tijdens de zesde show het lied Pak je koffer en ga naar huis uit Evita. Enkele maanden later ging deze show in Nederland in première. Daarin speelde Van der Loo de rol van Maîtresse en zong in die hoedanigheid vele malen dit nummer. (Nieuwe vertaling: Al je koffers op de gang maar weer.)